# سانتیاگو لاسکانو
سانتیاگو لاسکانو (اسپانیایی: Santiago Lazcano‎; ۸ مارس ۱۹۴۷ – ۳ فوریهٔ ۱۹۸۵) دوچرخه‌سوار اهل اسپانیا بود.
از باشگاه‌هایی که در آن رکاب زده‌است می‌توان به تیم دوچرخه‌سواری کاس اشاره کرد.